# El Último de la Fila
El Último de la Fila ist eine spanische Poprockband aus Barcelona. Das Duo aus Manolo García und Quimi Portet gehörte von Mitte der 1980er Jahre bis zur Trennung 1998 zu den populärsten Bands in ihrem Heimatland. In dieser Zeit erreichten sie mit 3 Studioalben Platz 1 der spanischen Charts.

## Bandgeschichte
Manolo García gehörte mit Antonio Fidel und Josep Lluís Pérez der Band Los Rápidos an und Quimi Portet spielte in der Punkband Kul de Mandril, bevor sie sich 1981 trafen. Zusammen mit Jordi Vila gründeten sie die Band Los Burros. Sie unterschrieben auch einen Plattenvertrag und hatten auch zwei Hits, aber als ihr Label schließen musste, gaben Pérez, Fidel und Vila das Projekt auf. García und Vila beschlossen, zusammen als El Último de la Fila (übersetzt etwa „Der Letzte in der Reihe“) weiterzumachen.
Sie veröffentlichten 1985 ihr erstes Album Cuando la pobreza entra por la puerta, el amor salta por la ventana und ließen im Jahrestakt weitere Veröffentlichungen folgen. 1988 waren sie einheimische Vertreter bei Human Rights Now!, einer weltweiten Konzertserie mit internationalen Stars aus Anlass der Erklärung der Menschenrechte 40 Jahre zuvor. Dadurch und durch den heimischen Erfolg erhöhte sich auch das Interesse in Südamerika und im europäischen Ausland und sie wechselten zu einem größeren Label. In den 1990ern veröffentlichten sie in größeren Abständen, aber sie kamen mit ihren Alben auch regelmäßig auf Platz 1 der spanischen Charts. Ihr erfolgreichstes Album war 1993 Astronomía razonable, das 10 Wochen an der Spitze stand. Nach einer umfangreichen Tour mit über 100 Konzerten nahmen sie sich eine längere Auszeit, bevor 1995 das siebte und letzte Studioalbum La rebelión de los hombres rana erschien.
Nachdem sich Portet zwischenzeitlich als Produzent betätigt und Soloveröffentlichungen in Katalanisch gemacht und García sich der Malerei zugewandt hatte, verkündeten sie drei Jahre später die Trennung. In einem Interview gaben sie an, dass die unterschiedliche Bewertung der katalanischen Identität (Portet hat katalanische Vorfahren, García nennt sich „Charnego“, stammt also aus einer zugewanderten Familie) zu einer Auseinanderentwicklung geführt habe. Manolo García begann noch im selben Jahr eine erfolgreiche Solokarriere mit einer Albumveröffentlichung. 2023 gingen er und Portet noch einmal ins Studio und nahmen eine Reihe ihrer Hits aus den gemeinsamen Jahren neu auf. Die Veröffentlichung unter dem Namen Desbarajuste piramidal brachte sie in diesem Jahr ein weiteres Mal auf Platz 1.

## Mitglieder
- Manolo García (* 1955 in Barcelona)
- Joaquim „Quimi“ Portet (* 1957 in Vic)

## Diskografie
Vollständige Chartdaten sind erst ab 2005 verfügbar, davor sind nur Nummer-eins-Platzierungen angegeben.
Studioalben

| Jahr | Titel                                                               | Höchstplatzierung, Gesamtwochen, AuszeichnungChartsChartplatzierungen (Jahr, Titel, Platzierungen, Wochen, Auszeichnungen, Anmerkungen) | Anmerkungen           |
| Jahr | Titel                                                               | ES | Anmerkungen           |
| ---- | ------------------------------------------------------------------- | --- | --------------------- |
| 1985 | Cuando la pobreza entra por la puerta, el amor salta por la ventana | ES*ES |                       |
| 1986 | Enemigos de lo ajeno                                                | ES* PlatinES |                       |
| 1987 | Nuevas mezclas                                                      | ES* PlatinES | Remix-Album           |
| 1988 | Como la cabeza al sombrero                                          | ES2 ×3DreifachplatinES |                       |
| 1990 | Nuevo pequeño catálogo de seres y estares                           | ES1 ×4VierfachplatinES | 7 Wochen auf Platz 1  |
| 1993 | Astronomía razonable                                                | ES1 ×6SechsfachplatinES | 10 Wochen auf Platz 1 |
| 1995 | La rebelión de los hombres rana                                     | ES1 ×4VierfachplatinES | 3 Wochen auf Platz 1  |

grau schraffiert: keine Chartdaten aus diesem Jahr verfügbar
Livealben und Kompilationen
Chartplatzierungen ab 2005

| Jahr | Titel                                        | Höchstplatzierung, Gesamtwochen, AuszeichnungChartsChartplatzierungen (Jahr, Titel, Platzierungen, Wochen, Auszeichnungen, Anmerkungen) | Anmerkungen                                                                |
| Jahr | Titel                                        | ES | Anmerkungen                                                                |
| ---- | -------------------------------------------- | --- | -------------------------------------------------------------------------- |
| 2008 | Grabaciones Completas                        | ES11 (6 Wo.)ES | Erstveröffentlichung: 2. Dezember 2008                                     |
| 2015 | Historia de una banda (Autobiografía sónica) | ES2 Platin · (35 Wo.)ES | Erstveröffentlichung: 20. November 2015                                    |
| 2016 | En directo, gira 95                          | ES22 (11 Wo.)ES | Erstveröffentlichung: 29. Januar 2016 Livealbum mit Touraufnahmen von 1995 |
| 2023 | Desbarajuste piramidal                       | ES1 Platin · (21 Wo.)ES | Erstveröffentlichung: 1. Dezember 2023                                     |

Weitere Kompilationen
- Trece canciones (1988)
- Los singles 1985-1988 (1989)
- Colección 1985-1988 (1991)
- Astronomía razonable: Singles y maquetas (1994)
- Lo mejor (1996)
- Grabaciones completas (2008)

Lieder
- Querida milagros (1985)
- Insurrección (1986, ES: Platin)
- Las palabras son cansancio (1986)
- Son cuatro días (1987)
- Ya no danzo al son de los tambores (1988)
- El que canta su mal espanta (1993)
- Como un burro amarrado en la puerta del baile (1993, ES: ×2Doppelplatin )
- Sin llaves (1995)
- Insurrección (En directo) (1995, ES: Platin)